# 꼬꼬마 텔레토비
《꼬꼬마 텔레토비》(영어: Teletubbies 텔리터비스[*])는 영국에서 1997년 3월 31일부터 방송 중인 영국의 BBC에서 만든 어린이용 TV 시리즈다. 국내에선 1998년 10월 12일 KBS 2TV를 통해 꼬꼬마 텔레토비라는 한국판으로 2000년 4월 29일까지 방송되었다.

## 방송 일시
| 방송 채널 | 방송일                                              |
| --------- | --------------------------------------------------- |
| BBC       | 1997년 3월 31일 ~ 2001년 2월 16일                   |
| KBS 2TV   | 1998년 10월 12일 ~ 2000년 4월 29일, 2018년 ~ 2021년 |
| 넷플릭스  | 2022년 11월 14일 ~ 현재                             |

## 등장인물
텔레토비 멤버
- 보라돌이 (Tinky Winky)는 보라색 옷을 입고 있으며, 텔레토비 중에서 키가 가장 크다. 원작에서의 이름은 Tinky Winky이지만 유아가 시청해야 하는 프로그램의 특성상 대한민국에서는 한국어로 된 이름으로 변경하였다.
  -      보라색

- 뚜비 (Dipsy)는 연두색 옷을 입고 있으며, 텔레토비 중에서 두 번째로 키가 크다. 원작에서의 이름은 Dipsy다. 텔레토비 중에서 유일하게 얼굴이 갈색이다. 춤추는 것을 좋아하고 뽀의 오빠이기도 하다.
  -      연두색

- 나나 (Laa-Laa)는 두 번째로 작은 노란색 텔레토비로 주황색의 공을 좋아한다. 춤추고, 깡충 깡충 뛰고, 노래하는 것을 좋아한다. 원작에서의 이름은 Laa-Laa다. 노래하고 춤추기를 좋아한다.
  -      노란색

- 뽀(Po)는 작은 빨간색 텔레토비로 분홍색과 파란색의 스쿠터를 좋아한다. 원작에서의 이름은 Po다. 뚜비의 동생이며 뚜비를 항상 따라다닌다. 텔레토비들 중에 인기가 가장 많다.
  -      빨간색

## 우리말 더빙
- 보라돌이 - 이윤선, 강수진
- 뚜비 - 한호웅, 김한나
- 나나 - 최덕희, 배진홍
- 뽀 - 차명화, 이명호
- 해설 - 강수진, 구자형, 이명호, 김래환

## 논란
2009년 10월 22일 러시아 언론 AIF는 영국 언론과의 인터뷰를 인용, 前 BBC 유아 프로그램 프로듀서 사라 그라함이 “텔레토비 제작에 참여할 당시 나를 포함해 제작진 중 일부가 마약을 복용했다”고 고백했다고 전했다. 9년간 BBC에서 근무한 그녀는 BBC에 첫 출근한 날부터 동료 직원들로부터 코카인을 권유받았다고 밝혔다. 더욱 놀라운 것은 직원들의 마약 복용 문제는 비단 텔레토비뿐만 아니라 BBC 전체에 퍼져 있었으며, 고위층도 이 사실을 알고 있었지만 제작진의 ‘창조적 사고’를 복돋기 위해 막기는 커녕 권장했다는 것이다.
그녀는 “당시 BBC 출연진들의 엉뚱하고 올바른 행동은 창조적 사고가 아니라 그저 마약에 취한 상태였기 때문”이라며, “이런 상황에서 나온 대표적 작품이 텔레토비처럼 큰 인기를 끌었던 어린이 프로그램”이라고 고백했다.

## 참조
1. ↑  김현섭 (2009년 10월 24일). “전 프로듀서 충격 고백 “텔레토비 제작진들 마약한 채 제작””. 국민일보. 2013년 9월 1일에 원본 문서에서 보존된 문서. 2009년 10월 25일에 확인함.